# Liste von Flamenco-Sängern
Diese Liste enthält die Namen und Künstlernamen bekannter Flamenco-Sängerinnen (cantaoras) und -Sänger (cantaores).

## A – B
- Manuel Agujetas Manuel de los Santos Pastor (1939–2015)
- Remedios Amaya María Dolores Amaya Vega (* 1962)
- Elena Andújar (* 1967)
- Arcángel, eigentlich Francisco José Arcángel Ramos (* 1977)
- Bambino Miguel Vargas Jiménez (1940–1999)

## C – E
- Camarón de la Isla José Monje Cruz (1950–1992)
- Manolo Caracol Manuel Ortega Juárez (1909–1973)
- José Angel Carmona (* 1977)
- Antonio Chacón (1869–1929)
- El Cabrero José Domínguez Muñoz (* 1944)
- El Chocolate Antonio de la Santísima Trinidad Núñez Montoya (1930–2005)
- Montse Cortés (* 1963)
- Diego El Cigala Diego Ramón Jiménez Salazar (* 1968)
- Duquende Juan Rafael Cortés Santiago (* 1965)

## F – L
- Fernanda de Utrera Fernanda Jiménez Peña (1923–2006)
- Esperanza Fernández (* 1966)
- El Fillo Francisco Ortega Vargas (um 1820 – um 1870)
- Fosforito Antonio Fernández Díaz (* 1932)
- El Indio Gitano (El Moro) Bernardo Silva Carrasco (1940–1999)
- Antonio Grau Mora (1847–1907), „El Apargatero“, „El Rojo“, „Rojo el Alpargatero“
- El Lebrijano Juan Peña Fernández (1941–2016)
- Carmen Linares Carmen Pacheco Rodríguez (* 1951)

## M – N
- Antonio Mairena Antonio Cruz García (1909–1983)
- Pepe Marchena José Tejada Martín (1903–1976)
- Mayte Martín María Teresa Martín Cadierno (1965)
- Enrique el Mellizo Enrique Jiménez Fernández (1848–1906)
- José Mercé José Soto Soto (* 1955)
- Antonio Molina (1928–1992)
- Enrique Morente (1942–2010)
- Estrella Morente Estrella de la Aurora Morente Carbonell (* 1980)
- La Niña de los Peines Pastora María Pavón Cruz (1890–1969)
- Tomás el Nitri, Tomás Francisco Lázaro de la Santa Trinidad Ortega López Heredia Monge (1838–1877)

## P – S
- Pansequito José Cortés Jiménez (* 1945)
- La Paquera de Jerez Francisca Méndez Garrido (1934–2004)
- José Parrondo José Fernández Parrondo (* 1950)
- Niña Pastori María Rosa García García (* 1978)
- Pepe de Lucía José Sánchez Gómez (* 1945)
- La Perla de Cádiz Antonia Gilabert Vargas (1925–1975)
- Perlita de Huelva Antonia Hernández Peralta (* 1939)
- El Planeta Antonio Monge Rivero (1789–1856)
- Porrina de Badajoz José Salazar Molina (1924–1977)
- José Reyes (1928–1979)
- La Susi Susana Amador Santiago (1955–2020)
- Rocío Márquez Rocío Márquez Limón (* 1985)

## T – Z
- La Tana Victoria Santiago Borja (* 1976)
- Terremoto de Jerez Fernando Fernández Monje (1934–1981)
- Fernando Terremoto Fernando Fernández Patoja (1969–2010)
- Paco Toronjo Francisco Toronjo Arreciado (1928–1998)
- Manuel Torre Manuel Soto Loreto (1878–1933)
- Aurora Vargas (* 1956)